# Delta Coronae Borealis
Delta Coronae Borealis (δ Coronae Borealis, förkortat Delta CrB, δ CrB) som är stjärnans Bayerbeteckning, är en ensam stjärna belägen i den södra delen av stjärnbilden Norra kronan. Den har en skenbar magnitud på 4,63 och är synlig för blotta ögat där ljusföroreningar ej förekommer. Baserat på parallaxmätning inom Hipparcosuppdraget på ca 19,2 mas, beräknas den befinna sig på ett avstånd på ca 170 ljusår (ca 52 parsek) från solen.

## Egenskaper
Delta Coronae Borealis är en gul till vit jättestjärna av spektralklass G3.5 III. Den har en massa som är ca 2,4 gånger större än solens massa, en radie som är ca 7,4 gånger större än solens och utsänder från dess fotosfär ca 34  gånger mera energi än solen vid en effektiv temperatur på ca 5 180 K.
Delta Coronae Borealis har under större delen av sin existens varit en blåvit stjärna i huvudserien av spektraltyp B innan den förbrukat vätet i dess kärna. Dess magnitud och spektrum tyder på att den bara har korsat Hertzsprungklyftan och har slutat fusionera väte i kärnan för att börja fusionera väte i dess skal. Den är något variabel, över en period på 59 dygn, möjligen beroende på dess ”solfläckar”. Det är en stark källa till röntgenstrålning på grund av dess heta korona.